# Pietro Generali (cestista)
Pietro Generali (Bologna, 19 ottobre 1958) è un ex cestista italiano.

## Carriera
Centro di buona stazza, nella sua carriera ha militato con la Sinudyne Bologna, la Vidal Mestre, la Juve Caserta, la Benetton Treviso ed il Petrarca Padova. Si è ritirato nel 1994.
Con la nazionale italiana di pallacanestro ha vinto la medaglia d'argento alle Olimpiadi di Mosca 1980.

## Collegamenti esterni

Pietro Generali con la maglia di Bologna nel 1981.

## Palmarès
- Campionato italiano: 3

Virtus Bologna: 1978-79, 1979-80
Pall. Treviso: 1991-92
- Coppa Italia: 1

Caserta: 1988